# Jacques de Serizay
Jacques de Serizay ou Jacques de Serisay, né à Paris vers 1594 et mort à La Rochefoucauld en novembre 1653, est un homme de lettres et poète français, premier président de l'Académie française.

## Biographie
On ne trouve que peu de chose sur le compte de Serizay. Paul Pellisson dit tout simplement : « Il n'y a rien d'imprimé de lui ; mais il a beaucoup de poésies, et d'autres œuvres à imprimer. » À quoi d'Olivet ajoute : « Il mourut à La Rochefoucauld au mois de novembre 1653. Du reste il ne m'est connu par nul endroit, si ce n'est que par quelques poésies, mais fort courtes, et en petit nombre, imprimées dans les recueils de Sercy. » Quoique nullement inférieures à la grande partie des poèmes de cette époque, elles ne méritaient pas d'échapper à l'oubli dans lesquelles elles sont tombées.
Serizay, membre de la Société des amis de Conrart, fut un des deux opposants à la fondation de l'Académie française sous le protectorat du cardinal de Richelieu. On soupçonna le motif de son opposition d'être purement personnel : Serizay était intendant du duc de La Rochefoucauld, qui passait pour l'ennemi du cardinal, et qui, ne se sentant pas bien à la cour, s'était retiré dans son gouvernement de Poitou. Refuser d'accéder au vœu du ministre, c'était donc agréer à son maître ; y consentir, c'était risquer de lui déplaire, et même de lui devenir suspect. Quoi qu'il en soit, l'Académie passa outre, et choisit même Serizay personnellement pour écrire la lettre au cardinal dans laquelle on le supplierait d'honorer la compagnie de sa protection. Puis le sort fit de lui le premier président qu'ait eu la compagnie.
Cette fonction, dont la durée, à cette époque, était fixée à deux mois seulement, lui resta, malgré ses fréquentes demandes d'un successeur, pendant l'espace de quatre années environ, jusqu'à l'entier établissement de l'Académie, c'est-à-dire depuis le 13 mars 1634 jusqu'au 11 janvier 1638. Lorsque le chancelier Séguier désira entrer à l'Académie, on lui vota une visite de remerciement pour l'honneur qu'il faisait à la compagnie ; Serizay porta la parole, en tête de la députation, et s'en acquitta merveilleusement bien, raconte Pellisson : « Sa harangue fut lue huit jours après dans l'assemblée. Il fut dit qu'il en donnerait une copie, qui serait gardée entre les ouvrages académiques ; mais quelle qu'en soit la cause, ni cette harangue, ni plusieurs autres qu'il eut occasion de faire durant le long temps qu'il fut directeur, et dans lesquelles il satisfaisait tout le monde au dernier point, ne se trouvent plus. » Serizay fut un des quatre commissaires chargés de polir Les Sentiments de l'Académie sur la tragi-comédie du Cid, et il eut plus tard pour mission de composer l'épitaphe de Richelieu.
Charles Sorel, en évoquant une certaine catégorie de membres de l'Académie, a laissé sur Jacques de Serizay ce témoignage :

« On en a veu d'autres du mesme corps qui n'avoient jamais rien fait imprimer, et neantmoins on ne laissoit pas de sçavoir, qu'ils écrivoient excellemment en prose et en vers, quand ils vouloient s'en mêler, et qu'ils estoient de rare merite, c'est pourquoy on avoit pour eux une estime nompareille. Je veux nommer feu M De Serizay, parce que je le connoissois mieux que tout autre ; c'estoit un homme au jugement duquel plusieurs avoient accoustumé de deferer, quoy qu'il n'eust point composé de livres, et qui valoit davantage que quelques-uns qui ont fait rouler les presses toute leur vie. »